# 田中秀昌
田中 秀昌（たなか ひでまさ）は、日本の柔道家。

## 来歴
神奈川県横浜市に生まれ、4歳で柔道を始める。桐蔭学園高校を経て、埼玉大学に進学。大学時代に初めて全国大会への出場を果たす。大学卒業後は横浜市の教員として、2001年より市立奈良中学で体育教師を、2003年より同校柔道部顧問を務めた。
教員としての日常に忙殺され、田中曰く「自分の柔道の練習は月に2-3回」という環境ながらも現役生活も続け、2001年の講道館杯で3位入賞。翌02年11月の同大会では優勝を果たし自身初の全日本チャンピオンとなると、続く03年1月の嘉納杯と同年4月の全日本選抜体重別選手権でも3位入賞という好成績を残し、アテネオリンピックの73kg級の代表候補の1人となった。
またサンボも経験しており、2001年の全日本選手権74kg級優勝や世界サンボ選手権5位入賞、02年には全日本2連覇などの実績を持つ。
2014年9月に講道館で行われた日本ベテランズ国際柔道大会の73kg級（35-39歳）で準優勝した。
横浜市立上郷中学校在職中の2017年の日本ベテランズ国際柔道大会73kg級（35-39歳）で優勝、横浜市よりスポーツ奨励賞を受賞した。